# Marta Noemí Cabello
Marta Noemí Cabello ( 1953 - ) es una botánica, y micóloga argentina. En 1980 obtuvo su licenciatura en Ciencias Naturales o Ecología, en la "Facultad de Ciencias Exactas, Físicas y Naturales" de la Universidad Nacional de La Plata, Argentina, y en la misma Casa, en 1985 obtuvo un doctorado en Ciencias Biológicas , con su tesis doctoral "Estudio ecológico de los hongos del suelo de la región interserrana", con la supervisión de la Dra. Irma Gamundí de Amos (1925 -).
Desarrolla actividades académicas en su "Instituto de Botánica Carlos Luis Spegazzini".
Es "profesora titular", e "investigadora principal" del CONICET, y de la Comisión de Investigaciones Científicas (CIC) de la provincia de Buenos Aires.

## Algunas publicaciones
- CABELLO, MN, IRRAZABAL, G, BUCSINSZKY, AM, SAPARRAT, M, SCHALAMUK, S. 2005. Effect of an arbuscular mycorrhizal fungus, Glomus mosseae, and a rock – phosphate – solubilizing fungus, Penicillium thomii, on Mentha piperita growth in a soilless medium. Jour. Bas. Microbiol. 45: 182-189

- LUGO, MA, ANTON, AM, CABELLO, MN. 2005. Arbuscular mycorrhizas in the Larrea divaricata scrubland of the arid “Chaco”, Central Argentina. J. of Agric. Tech. 1: 163-178

- SCHALAMUK, S, VELÁZQUEZ, S, CHIDICHIMO, H, CABELLO, M. 2004. Effect of no-till and conventional tillage on mycorrhizal colonization in spring wheat. Bol. de la Soc. Arg. de Botánica 39: 13-20

- ALLEGRUCCI, N, CAZAU, MC, CABELLO, MN, Arambarri, AM. 2004. Thozetella buxifolia sp. nov. — a new hyphomycete from Argentina. Mycotaxon 90: 275-279

- IRRAZABAL, G, VELAZQUEZ, S, CABELLO. MN. 2004. Infectividad y diversidad de hongos micorrícicos arbusculares de la rizósfera de los talares de Magdalena, Provincia de Buenos Aires, Argentina. Boletín Micológico 19: 49-57

- ELIADES, L, BUCSINSZKY, AM, CABELLO, MN. 2004. Micobiota alcalofílica y alcalino-tolerante en suelos de bosques xéricos en una localidad de la Provincia de Buenos Aires, Argentina. Boletín Micológico 19: 41-47

- LUGO, MA, GONZÁLEZ MASA, ME, CABELLO, MN. 2003. Arbuscular mycorrhizal fungi in a mountain grassland II. Seasonal variation of colonization studied, along with its relation to grazing and metabolic host type. Mycologia, 95: 407-415

- PANCOTTO, VA, SALA, OE, CABELLO, MN, LOPEZ, NI, ROBSON, TM, BALLARÉ, CL, CALDWELL, MM, SCOPEL, AL. 2003. Solar UV-B decreases decomposition in herbaceous plant litter in Tierra del Fuego, Argentina: potential role of an altered decomposer community. Global Change Biol. 9: 1465-1474

- CABELLO, MN, AON, MA, VELÁZQUEZ, S. 2003. Diversity, structure, and evolution of fungal communities in soils under different agricultural managements practices. Boletín de la Soc. Arg. de Botánica 38 (3-4): 225-232

- SCHALAMUK, S, VELÁZQUEZ, S, CHIDICHIMO, H, CABELLO, M. 2003. Efecto de la siembra directa y labranza convencional sobre la colonización micorrícica y esporulación en trigo. Boletín Micológico 18: 15-19

- SAPARRAT, MCN, CABELLO, M, ARAMBARRI, AA. 2002. Crecimiento y actividad lacasa extracelular de Tetraploa aristata (Deuteromycetes). CD-ROM XVIII Congreso Arg. Ciencia del Suelo, Puerto Madryn, Argentina

- SAPARRAT, MCN, CABELLO, M, ARAMBARRI, AA. 2002. Extracellular laccase activity in Tetraploa aristata. Biotechnology Letters 24 : 1375 - 1377

- ARAMBARRI, AM, CABELLO, MN, CAZAU, MC. 2001. Dictyosporium triramosum, a new Hyphomycete from Argentina. Mycotaxon 78: 185-189

- CABELLO, MN. 2001. Mycorrhizas and Hydrocarbons. En: Fungi in Bioremediation. Ed. G.M. Gadd. Cambridge Univ. Press. Pp: 456-471

- Oyarbide, f, Osterrieth, ml, Cabello, mn. 2001. Trichoderma koningii as a biomineralizing fungous agent of calcium oxalate crystals in typical Argiudolls of the Los Padres Lake natural reserve (Buenos Aires, Argentina). Microbiological Res. 156: 113-119

- GASPAR, ML, CABELLO, MN, POLLERO, RJ, AON, MA. 2001. Fluorescein diacetate hydrolysis as a measure of fungal biomass in soil. Current Microbiology 42: 339-344

- AON, MA, CABELLO, MN, SARENA, DE, COLANERI, AC, FRANCO, MG, BURGOS, JL, CORTASSA, S. 2001. Spatio-temporal patterns of soil microbial and enzymatic activities in an agricultural soil. Applied Soil Ecolo. 18: 239-254

- GASPAR, ML, POLLERO, RJ, CABELLO, MN. 2001. Biosynthesis and degradation of glycerides in external mycelia of Glomus mosseae. Mycorrhiza. 11: 257-261

- CABELLO, MN. 2001. Glomus tortuosum (Glomales, Zygomycetes), an arbuscular-mycorrhizal fungus (AMF) isolated from hydrocarbon polluted soils. Nova Hedwigia. 73 (3-4): 513-520

- POLLERO, RJ, GASPAR, ML, CABELLO, MN. 2001. Extracellular lipolytic activity in Phoma glomerata. World J. Microbiol. Biotechnol. 17: 805-809

- CAZAU, MC, CABELLO, M, ARAMBARRI, AM. 2000. Estudio comparativo de la micoflora de Río Santiago (Buenos Aires, Argentina), utilizando técnicas de taxonomía numérica. Rev. Iberoamericana de Micología

- CABELLO, Marta, ARAMBARRI, Angélica M, CAZAU, María Cecilia. 1998. Minimidochium parvum, a new species of hyphomycete from Argentina. Myc. Research 102 ( 3) : 383 - 384

- ARAMBARRI, Angélica M, CABELLO, Marta N, CAZAU, María Cecilia. 1997. Gyrothrix flagelliramosa sp. nov., a new hyphomycete from Argentina. Myc. Research 101 (12 ): 1529 - 1530

- COLOMBO, Juan C, CABELLO, Marta, ARAMBARRI, Angélica Margarita. 1996. Biodegradation of aliphatic and aromatic hydrocarbons by natural soil microflora and pure cultures of imperfect and lignolitic fungi. Env. Poll. 94 ( 3 ): 355 - 362

- ARAMBARRI, AM, CABELLO, MN. 1996. Circinella lacrymispora sp. nov.: a new mucoral isolates from argentine soils. Mycotaxon. 57 (7 ): 145 - 149

- -------------------, -------------------, A. MENGASCINI. 1987. Systematic study of the Hyphomycetes from Santiago River (Buenos Aires Province. Argentina). Darviniana 28: 293-301

### Libros
- mario c. nazareno Saparrat, Angélica m. Arambarri, marta noemí Cabello. 2000. Estudio de la producción de lacasas fúngicas extracelulares en diferentes cepas autóctonas. Ed. La Plata. 234 pp.

- La abreviatura «Cabello» se emplea para indicar a Marta Noemí Cabello como autoridad en la descripción y clasificación científica de los vegetales.[2]